# Resolució 2434 del Consell de Seguretat de les Nacions Unides
La Resolució 2434 del Consell de Seguretat de les Nacions Unides, fou adoptada per unanimitat el 13 de setembre de 2018. El Consell va aprovar l'extensió del mandat de la Missió de Suport de les Nacions Unides a Líbia (UNMIL) fins al 15 de setembre de 2019 amb l'encàrrec de donar suport les institucions líbies, supervisar i informar sonre els drets humans i assessorar al govern contra les accions d'Estat Islàmic.